# Tomás Moulian
Tomás Moulian Emparanza (Santiago, 21 de septiembre de 1939) es un sociólogo y politólogo chileno, Premio Nacional de Humanidades y Ciencias Sociales de Chile 2015.  Es conocido por ser crítico de la estructura económico-social de su país posterior a la dictadura de Pinochet.

## Biografía
Hermano del historiador Luis Moulian, que inicialmente pasó un año en la escuela de Filosofía del Instituto Pedagógico de la Universidad de Chile, completó la carrera de Sociología en la Pontificia Universidad Católica de Chile (PUC), y se licenció en ciencias sociales en la Universidad Católica de Lovaina en Bélgica y en París.
Fue director de las Escuelas de Sociología de su alma mater y de la Universidad Arcis. En esta última se desempeñó también como vicerrector de investigación y rector, entre 2003 y 2006. Fue asimismo subdirector de la Facultad Latinoamericana de Ciencias Sociales (FLACSO) en Chile (1990-1991), donde además enseñó entre 1974 y 1994; ha sido director del Instituto de Formación Social Paulo Freire.Es académico de la carrera de sociología de la Universidad Academia de Humanismo Cristiano. 
Fue miembro de la Juventud Demócrata Cristiana y durante el gobierno de la Unidad Popular militó en el MAPU Obrero Campesino. Tras el retorno de la democracia se identificó como independiente cercano al Partido Comunista de Chile (PCCh). Este mismo partido lo proclamó precandidato presidencial para la elección de 2005, donde finalmente cedió su opción al humanista Tomás Hirsch. En el año 2016 participó en la inscripción del partido Revolución Democrática (RD).

## Pensamiento

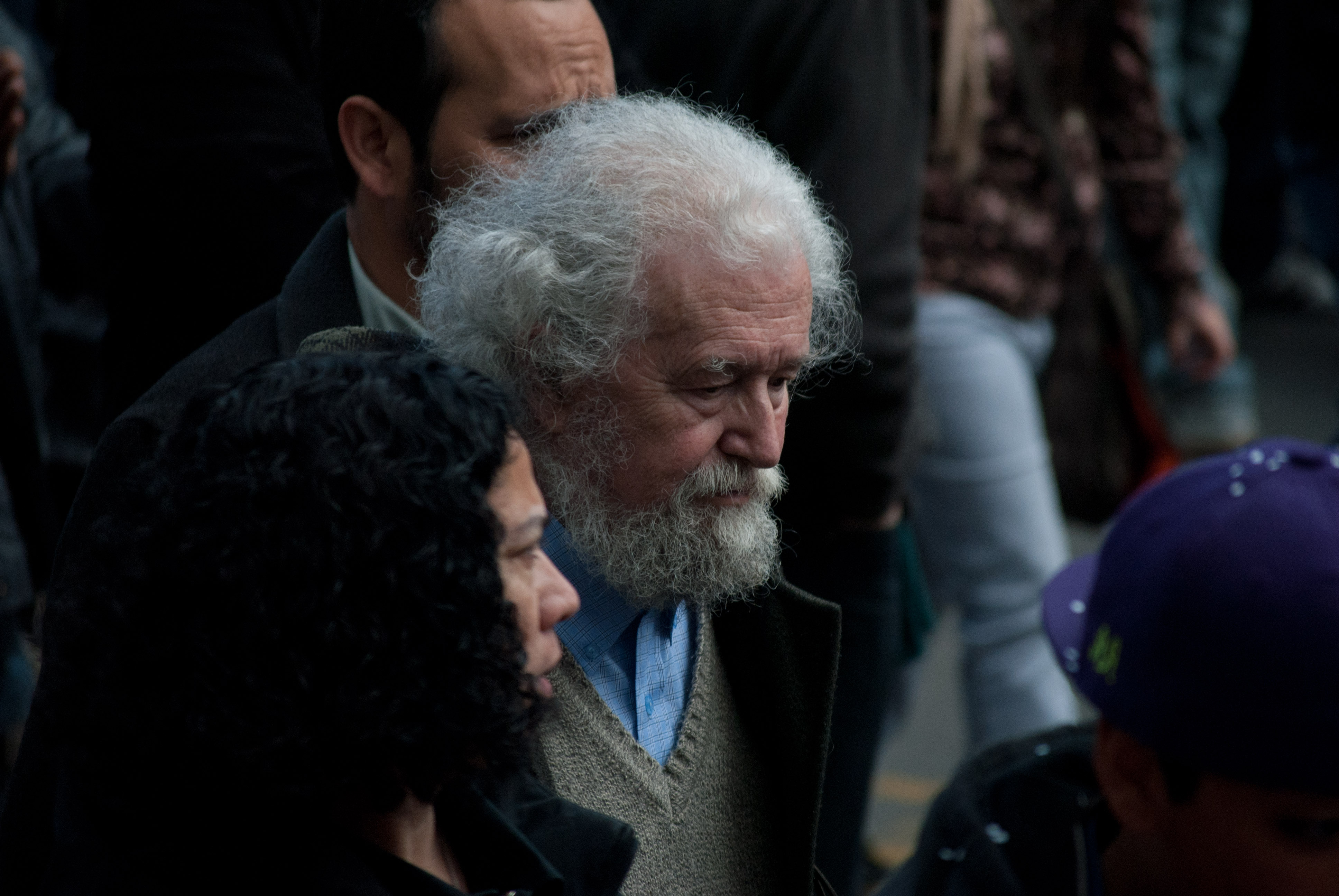
Moulian en una de las marchas estudiantiles de 2011.

Sus trabajos de interpretación histórica del siglo XX han sido muy influyentes, a pesar de no tener la formación de historiador. Ha publicado obras sobre el Frente Popular, la Unidad Popular y los proyectos políticos de la derecha. Del mismo modo, han destacado sus reflexiones sobre el proceso vivido tras el fin de la dictadura de Pinochet.
Conocido es su ensayo Chile actual: anatomía de un mito (1997) —que al año siguiente ganó el Premio Municipal de Literatura de Santiago y que ha tenido varias ediciones posteriores—, donde develó el "transformismo" de los sectores políticos que dirigieron la transición hacia la democracia, quienes habrían permitido mantener los pilares fundamentales del régimen caído.

## Obras

### Libros
- Discusiones entre honorables: las candidaturas presidenciales de la derecha entre 1938 y 1946, Santiago: Flacso, 1987 (junto a Isabel Torres Dujisin.
- La forja de ilusiones: El sistema de partidos, 1932-1973, FLACSO, 1993, ISBN 978-9567370016
- Crisis de los saberes y espacio universitario, 1995
- Chile actual: anatomía de un mito, Santiago: LOM Ediciones, 1997, ISBN 978-9562820226.
- Conversación interrumpida con Allende, Universidad ARCIS, 1998, ISBN 978-9562821186
- El consumo me consume, Santiago: LOM ediciones, 1998, ISBN 979-9562820805
- Socialismo del siglo XXI: La quinta via, Santiago: LOM ediciones, 2000, ISBN 978-9562823265
- Ein Sozialismus für das 21. Jahrhundert, Zürich: Rotpunktverlag, 2003, ISBN 978-3858692658
- En la brecha. Derechos humanos, críticas y alternativas, Santiago: LOM ediciones, 2002, ISBN 9789562825122
- De la política letrada a la política analfabeta, Santiago: LOM ediciones, 2004, ISBN 978-9562820806
- Fracturas: de Pedro Aguirre Cerda a Salvador Allende (1938-1973), Santiago: LOM ediciones, 2006, ISBN 978-9562828284
- Contradicciones del desarrollo político chileno, 1920-1990, Santiago de Chile: LOM ediciones, 2009, I.S.B.N.: 978-956-00-0075-0
- Tiempos Modernos: Fragmentos de Historia del Chile contemporáneo (1891-1990) (escrito junto al sociólogo de la Universidad de Alicante, Alejandro Osorio-Rauld), Santiago:  Editorial Ayún, 2014. ISBN: 978-956-86-4113-9
- Antes del Chile actual: La década del sesenta, Santiago: Mutante editores. ISBN 978-9569217043
- Democracia y Socialismo en Chile, Santiago: LOM Ediciones, 2018. ISBN 978-9560011237.

### Artículos
- Estado, ideología y políticas económicas en Chile: 1973-1978 (escrito junto con Pilar Vergara) (1980)
- ¿Hacia dónde camina la sociedad chilena? (escrito junto con Óscar Muñoz y Claudio di Girolamo ) (1993)
- La antiojeras del mito (2000)
- La trayectoria y el gesto de Salvador Allende (2009)
- El esquivo bloque por los cambios del siglo XX: Frente Popular, Frente de Acción Popular (FRAP), Unidad Popular (UP) y Concertación (escrito junto con Esteban Valenzuela Van Treek) (2013)